# Avenida Rodrigues Alves
La Avenida Rodrigues Alves es una avenida que bordea el barrio de Santo Cristo, situado en la Zona Central de la ciudad de Río de Janeiro. Actualmente con cerca de 1,6 kilómetros de extensión, la avenida bordea una secuencia de almacenes desde los muelles de Gamboa, que comienza en la Rodoviária Novo Rio y termina en uno de los accesos al Túnel Prefeito Marcello Alencar.
La avenida se construyó a raíz de las obras de los muelles de Gamboa, y fue concebida para atender el movimiento de vehículos de carga que entraban y salían del muelle. En la actualidad, su principal función es llevar el tráfico desde la Avenida Brasil y el Puente Río-Niterói hasta el Túnel Prefeito Marcello Alencar y viceversa.
La calle recibió el nombre de Avenida Rodrigues Alves en honor de Francisco de Paula Rodrigues Alves, que fue presidente de Brasil entre 1902 y 1906 y gobernó el estado de São Paulo tres veces.

## Historia

### Inauguración
La avenida fue inaugurada en 1910 junto con los muelles de Gamboa durante el gobierno del presidente Nilo Peçanha. Bordeando los almacenes del muelle, la función original de la avenida era servir al tráfico de vehículos de carga que servían al Puerto de Río de Janeiro.

### Elevado da Perimetral

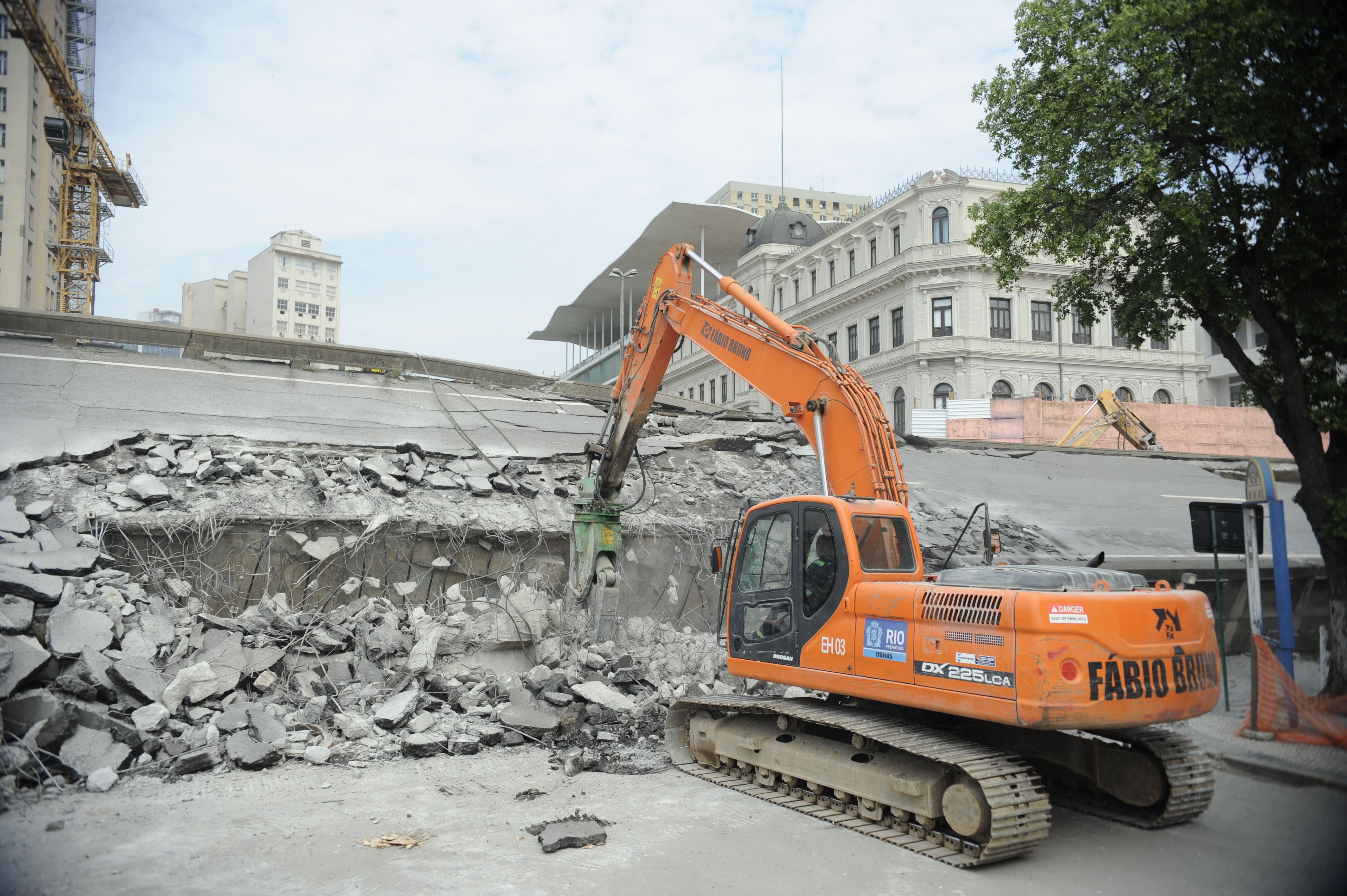
Sección del Elevado da Perimetral siendo demolido sobre la avenida, en 2014

En junio de 1978, el presidente Ernesto Geisel inauguró el tramo final del Elevado da Perimetral, una carretera que conectaba las inmediaciones del Aeropuerto Santos Dumont y la zona de Praça XV a Caju y, desde allí, a las salidas de la ciudad hacia São Paulo, la Región Serrana y el Norte Fluminense. El tramo inaugurado se situó sobre la avenida, contribuyendo a la decadencia urbanística de la zona circundante.
Poco después de asumir la alcaldía de Río de Janeiro, Eduardo Paes había planeado, en 2010, demoler parte del Elevado da Perimetral, sustituyéndolo por un túnel, como parte de las obras del Porto Maravilha. Sin embargo, el 24 de noviembre de 2011, el alcalde anunció que se demolería todo el elevado y no solo un tramo. También se anunció la construcción de un túnel que lo sustituiría en conjunción con la Avenida Rodrigues Alves.
El 2 de noviembre de 2013 se cerró definitivamente el tramo del Elevado da Perimetral que pasaba por encima de la avenida para el inicio de su demolición. El 24 de noviembre de 2013 se procedió a la implosión de un tramo de 1.050 metros del elevado, para lo que se utilizaron 1.200 kg de explosivos y 215.340 m² de malla protectora. Para absorber el impacto del colapso de la estructura, el ayuntamiento colocó 2.500 neumáticoss y "colchones" de arena en la avenida. El resto del tramo sobre la avenida fue demolido en 2014, pero sin el uso de explosivos.  En los tramos cerrados de la avenida, se realizaron obras de saneamiento básico y drenaje, así como la instalación de redes de agua, gas natural, energía, telecomunicaciones y alumbrado público.

### Orla Conde

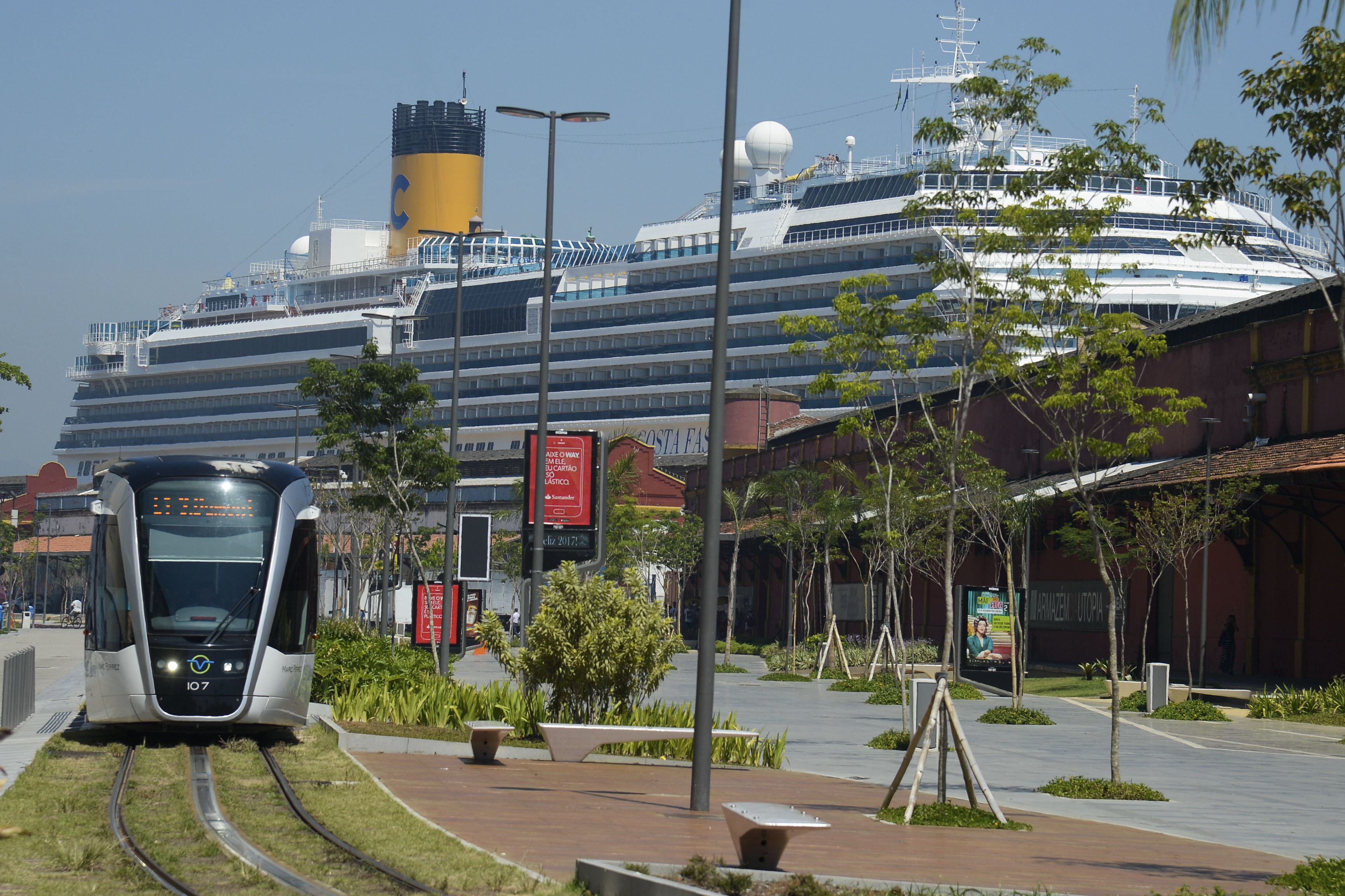
Sección de la avenida incorporada a la Orla Conde, a la altura del Armazém da Utopia.

El 7 de mayo de 2016 se incorporó a la Orla Conde un antiguo tramo de la avenida, entre las naves 1 y 6 de los muelles de Gamboa. La zona, de 1 kilómetro de longitud y 57.000 m², se ha convertido en un parque arbolado y un lugar de convivencia, deporte, ocio y cultura para ciudadanos y turistas. En parte del paseo hay un pasaje por el que circulan los trenes VLT Carioca.
Dos meses después, otro antiguo tramo de la avenida, con una superficie de 21.861 m² y una longitud de 416 metros, pasó a formar parte de la Orla Conde. La Plaza Muhammad Ali, situada entre los almacenes 6 y 8 de los muelles de Gamboa, fue inaugurada el 17 de julio de 2016 en una ceremonia a la que asistió el entonces alcalde Eduardo Paes.

### Reapertura
La avenida fue reabierta al tránsito vehicular en 2016 al abrirse las galerías del Túnel Prefeito Marcello Alencar, denominadas Mar y Continente. El carril de la avenida en dirección a la Zona Sur se inauguró el 17 de junio de 2016, mientras que el carril con sentido a Caju se inauguró el 21 de julio de 2016.  Su longitud, que originalmente era de 3,1 km, pasó a ser de 1,6 km.

## Características
La avenida se extiende a lo largo de unos 1,6 kilómetros, entre la rúa Rivadávia Corrêa y la Avenida Francisco Bicalho. Se caracteriza por ser una vía rápida, ya que no hay semáforos a lo largo de su recorrido. La Avenida Rodrigues Alves se utiliza para conducir el tráfico desde la Avenida Brasil y el Puente Río-Niterói hasta el Túnel Prefeito Marcello Alencar y viceversa, y es esencial para conectar la Zona Sur de Río de Janeiro con la Zona Norte de la ciudad y con otros municipios del estado de Río de Janeiro.
La avenida tiene tres carriles en dirección al sur y otros tres en dirección a Caju. Otros dos carriles estaban previstos originalmente para los autobuses articulados de TransBrasil, un sistema de Autobús de tránsito rápido (BRT) en funcionamiento desde 2024 pero actualmente son utilizados por el tráfico que va de Avenida Brasil a la Vía Binário do Porto.

## Puntos de interés
En la Avenida Rodrigues Alves se encuentran los siguientes puntos de interés:
- Muelles de Gamboa
- Edificio Corporativo AQWA
- Residencial Baía (en construcción)
- Rodoviária Novo Rio